# Cymodusopsis latifacies
Cymodusopsis latifacies är en stekelart som beskrevs av Sanborne 1986. Cymodusopsis latifacies ingår i släktet Cymodusopsis och familjen brokparasitsteklar. Inga underarter finns listade i Catalogue of Life.